# Uddevalla

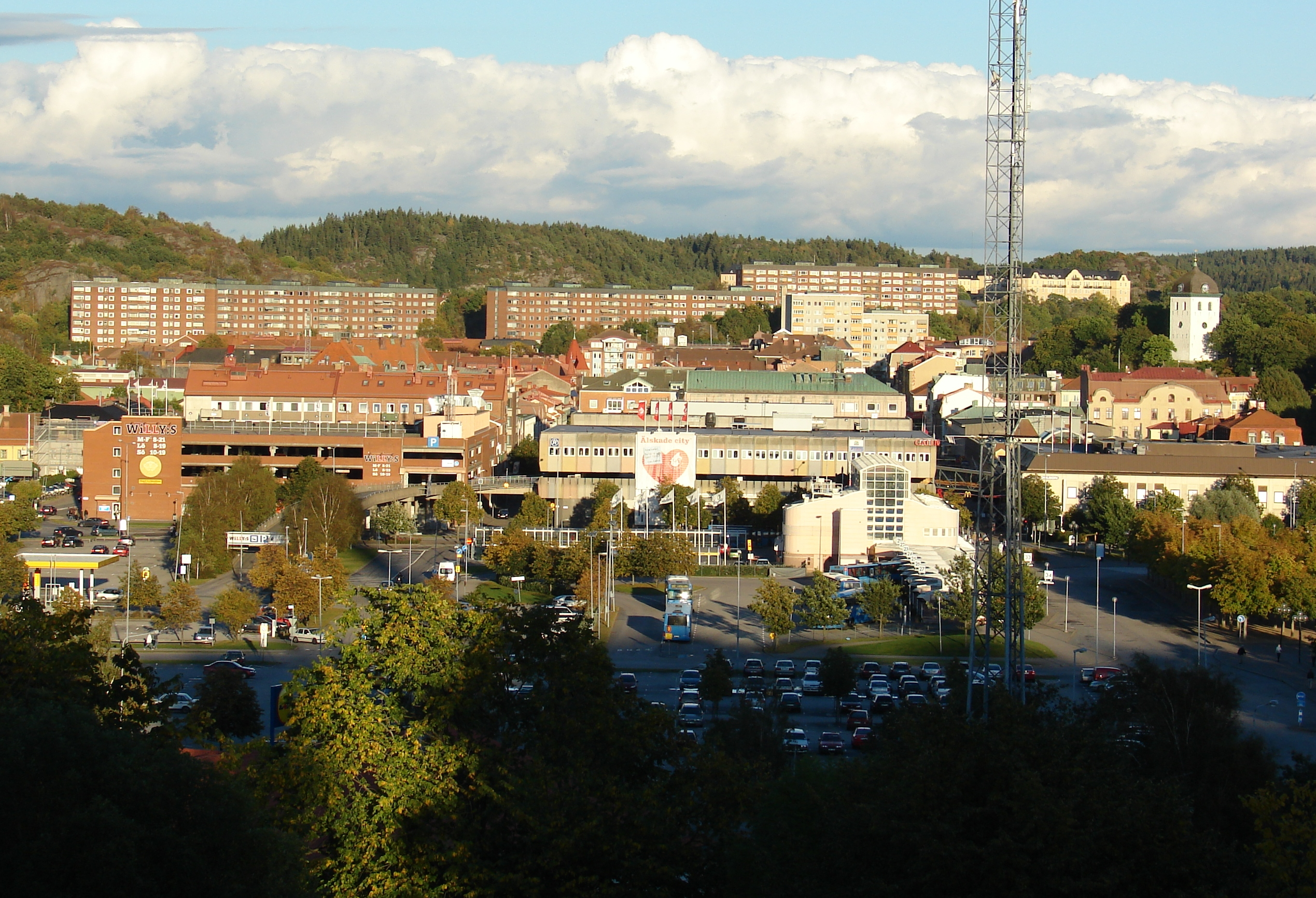

Uddevalla este un oraș în Suedia.

## Demografie
| \| Evoluția demografică a zonei urbane Uddevalla, 1970–2015 \| Evoluția demografică a zonei urbane Uddevalla, 1970–2015 \| Evoluția demografică a zonei urbane Uddevalla, 1970–2015 \| Evoluția demografică a zonei urbane Uddevalla, 1970–2015 \| Evoluția demografică a zonei urbane Uddevalla, 1970–2015 \| \| --------------------------------------------------------------------------------------- \| -------------------------------------------------------- \| -------------------------------------------------------- \| -------------------------------------------------------- \| -------------------------------------------------------- \| \| An \| \| \| Locuitori \| \| \| 1970 \| 1970 \| \| 35.459 \| 35.459 \| \| 1975 \| 1975 \| \| 32.700 \| 32.700 \| \| 1980 \| 1980 \| \| 30.319 \| 30.319 \| \| 1990 \| 1990 \| \| 29.788 \| 29.788 \| \| 1995 \| 1995 \| \| 30.127 \| 30.127 \| \| 2000 \| 2000 \| \| 29.800 \| 29.800 \| \| 2005 \| 2005 \| \| 30.513 \| 30.513 \| \| 2010 \| 2010 \| \| 31.212 \| 31.212 \| \| 2015 \| 2015 \| \| 34.781 \| 34.781 \| \| Sursa: SCB - Statistika Centralbyrån, Folkmängden per tätort. Vart femte år 1960 - 2016 \| \| \| \| \| |      |  |           |        |
| Evoluția demografică a zonei urbane Uddevalla, 1970–2015 |      |  |           |        |
| An |      |  | Locuitori |        |
| 1970 | 1970 |  | 35.459    | 35.459 |
| 1975 | 1975 |  | 32.700    | 32.700 |
| 1980 | 1980 |  | 30.319    | 30.319 |
| 1990 | 1990 |  | 29.788    | 29.788 |
| 1995 | 1995 |  | 30.127    | 30.127 |
| 2000 | 2000 |  | 29.800    | 29.800 |
| 2005 | 2005 |  | 30.513    | 30.513 |
| 2010 | 2010 |  | 31.212    | 31.212 |
| 2015 | 2015 |  | 34.781    | 34.781 |
| Sursa: SCB - Statistika Centralbyrån, Folkmängden per tätort. Vart femte år 1960 - 2016 |      |  |           |        |